# 1994 w literaturze
Wydarzenia literackie w 1994 roku.

## Proza beletrystyczna i literatura faktu

### Język polski

#### Pierwsze wydania
- Roman Giertych – Kontrrewolucja młodych
- Manuela Gretkowska – Kabaret metafizyczny
- Stanisław Lem – Człowiek z Marsa
- Waldemar Łysiak – Statek
- Marek Nowakowski – Honolulu (Iskry)
- Halina Popławska – Kwiat lilii we krwi (Alfa-Wero)[1]
- Andrzej Sapkowski – Krew elfów
- Joanna Olech – Dynastia Miziołków

#### Tłumaczenia
- Bohumil Hrabal
  - Nic, tylko strach: Listów do Kwiecieńki księga druga (Ponorné říčky)
  - Kim jestem (Kdo jsem)
- P.D. James - Przedsmak śmierci (A Taste for Death), przeł. Łukasz Nicpan (Wydawnictwo Książnica[2]
- Stephen King - Cujo (Cujo), przeł. Jacek Manicki (Prima)[3]
- Bernard Malamud – Fachman (The Fixer), przeł. Tomasz Wyżyński (Iskry)[4]
- Vladimir Nabokov – Król, dama, walet (Король, дама, валет, wersja angielska: King, Queen, Knave), przeł. Leszek Engelking (Marabut)[5]
- Isaac Bashevis Singer
  - Gimpel Głupek (Gimpel the Fool and Other Stories)
  - Korona z piór (A Crown of Feathers and Other Stories)
  - Przyjaciel Kafki (A Friend of Kafka and Other Stories)

### Pozostałe języki
- Majgull Axelsson - Daleko od Niflheimu (Långt borta från Nifelheim)[6]
- Bohumil Hrabal – Pražské pavlačové anegdoty
- Miljenko Jergović - Sarajevski Marlboro (Durieux)[7]
- Dennis Lehane – Wypijmy, nim zacznie się wojna (A Drink Before The War)
- Gabriel García Márquez – O miłości i innych demonach (Del amor y otros demonios)
- Enrique Páez – Abdel
- Ota Pavel – Jak tata przemierzał Afrykę (Jak šel táta Afrikou)
- François Taillandier – Pamiętniki hrabiego Monte Christo (Mémoires de Monte-Cristo)

## Poezja

### Język polski
- Leszek Engelking – Mistrzyni kaligrafii i inne wiersze (Wydawnictwo Miniatura)
- Marek Pieniążek - Zasypiam w twoich oczach (Krakowski Klub Artystyczno-Literacki)[8]
- Krystyna Rodowska – Nuta przeciw nucie
- Jerzy Szymik – Ziemia niebieska
- Eugeniusz Tkaczyszyn-Dycki – Młodzieniec o wzorowych obyczajach
- Bohdan Zadura – Cisza

## Prace naukowe i biografie

### Język polski

#### Pierwsze wydania
- Monika Adamczyk-Garbowska - Polska Isaaca Bashevisa Singera: rozstanie i powrót
- Jerzy Szymik – W poszukiwaniu teologicznej głębi literatury. Literatura piękna jako locus theologicus
- Helena Zaworska - Lustra Polaków: szkice o literaturze współczesnej (Wydawnictwo Juka)[9]

#### Tłumaczenia
- Israel Zamir - Mój Ojciec Bashevis Singer (Journey to My Father, Isaac Bashevis Singer)

## Zmarli
- 7 stycznia – Hedda Zinner, niemiecka pisarka i dziennikarka (ur. 1904)
- 11 stycznia – Agnieszka Barłóg, polska pisarka (ur. 1909)
- 24 stycznia – Raymond F. Jones, amerykański pisarz science-fiction (ur. 1915)
- 30 stycznia – Pierre Boulle, francuski pisarz i dyplomata (ur. 1912)
- 31 stycznia – Erwin Strittmatter, łużycki pisarz i dramaturg (ur. 1912)
- 2 lutego – Kurt David, niemiecki prozaik i dziennikarz (ur. 1924)
- 15 lutego – Wacław Korabiewicz, polski reportażysta, poeta, podróżnik (ur. 1903)
- 23 lutego – Zbigniew Bieńkowski, polski poeta, krytyk literacki, eseista, tłumacz (ur. 1913)
- 27 lutego – Harold Acton, angielski poeta i pisarz (ur. 1904)
- 10 marca – Robert Shea, amerykański pisarz (ur. 1933)
- 25 marca – Bernard Kangro, estoński pisarz (ur. 1910)
- 26 marca – Margaret Millar, amerykańska pisarka powieści kryminalnych (ur. 1915)
- 28 marca – Eugène Ionesco, francuski dramaturg (ur. 1909)
- 10 kwietnia – John O'Brien, amerykański pisarz (ur. 1960)
- 14 kwietnia – Bernt Engelmann, niemiecki pisarz (ur. 1921)
- 16 kwietnia – Ralph Ellison, amerykański pisarz i publicysta (ur. 1913)
- 18 kwietnia – Belo Kapolka, słowacki pisarz i taternik (ur. 1935)
- 21 kwietnia
  - Anna Molka Ahmed, pakistańska malarka i pisarka (ur. 1917)
  - Bogdan Wojdowski, polski pisarz, publicysta, krytyk literacki (ur. 1930)
- 29 kwietnia – Russell Kirk, amerykański pisarz fantastyki i krytyk literacki (ur. 1918)
- 30 kwietnia – Iwan Stadniuk, radziecki prozaik i dramaturg (ur. 1920)
- 6 maja – Ryszard Zieliński, polski pisarz (ur. 1926)
- 22 maja – Eligia Bąkowska, polska tłumaczka (ur. 1907)
- 24 maja – John Wain, angielski poeta, powieściopisarz i krytyk (ur. 1925)
- 30 maja – Juan Carlos Onetti, urugwajski pisarz (ur. 1909)
- 3 czerwca – William Everson, amerykański poeta awangardowy (ur. 1912)
- 6 czerwca – Hirsz Oszerowicz, żydowski poeta tworzący w jidysz (ur. 1908)
- 8 sierpnia – Leonid Leonow, rosyjski pisarz (ur. 1899)
- 29 lipca – Grigol Abaszydze, gruziński pisarz i poeta (ur. 1914)
- 14 sierpnia – Elias Canetti, austriacki pisarz żydowskiego pochodzenia, prozaik i eseista, poeta, dramaturg, tłumacz, laureat Nagrody Nobla (ur. 1905)
- 19 sierpnia – Robiert Rożdiestwienski, rosyjski poeta (ur. 1932)
- 7 września – James Clavell, amerykański pisarz (ur. 1921)
- 23 września
  - Robert Bloch, amerykański pisarz (ur. 1917)
  - Zbigniew Nienacki, polski pisarz, twórca serii Pan Samochodzik i ... (ur. 1929)
- 13 października – Karl Edward Wagner, amerykański pisarz (ur. 1945)
- 24 października – Józef Morton, polski pisarz (ur. 1911)
- 26 października – Ludwik Kalkstein, polski literat (ur. 1920)
- 10 listopada – Louis Nizer, amerykański prawnik i pisarz (ur. 1902)
- 19 listopada – Julian Symons, brytyjski pisarz, poeta, krytyk literacki (ur. 1912)
- 30 listopada – Guy Debord, francuski pisarz i myśliciel (ur. 1931)
- 1 grudnia – Bogumił Andrzejewski, polski poeta (ur. 1922)
- 3 grudnia – Tadeusz Śliwiak, polski poeta (ur. 1928)
- 7 grudnia – Abidin Dino, turecki malarz i pisarz (ur. 1913)
- 18 grudnia – Jadwiga Korczakowska, polska pisarka i poetka (ur. 1906)
- 24 grudnia – John Osborne, brytyjski dramatopisarz (ur. 1929)

Data dzienna nieznana:
- Olga Chrobra, polska pisarka (ur. 1926)

## Nagrody
- Nagroda Cervantesa – Mario Vargas Llosa
- Nagroda Goncourtów – Didier Van Cauwelaert, Bilet w jedną stronę (Un Aller simple)
- Nagroda Kościelskich – Maciej Niemiec, Tadeusz Słobodzianek, Marek Wojdyło
- Nagroda Nobla – Kenzaburō Ōe